# South Point (Texas)
South Point è un census-designated place degli Stati Uniti d'America, situato nella contea di Cameron dello Stato del Texas. Fa parte dell'area metropolitana di Brownsville–Harlingen.

## Geografia fisica
South Point è situata a 25°52′12″N 97°23′00″WCoordinates: 25°52′12″N 97°23′00″W (25.870009, -97.383255).
Secondo lo United States Census Bureau, ha un'area totale di 1,3 miglia quadrate (3.5 km²), di cui 1,3 miglia quadrate (3.3 km²) di terreno e 0,1 miglia quadrate (0.1 km², 3.73%) d'acqua.

## Società

### Evoluzione demografica
Secondo il censimento del 2000, c'erano 1.118 persone, 257 nuclei familiari, e 242 famiglie residenti nella città. La densità di popolazione era di 870,1 persone per miglio quadrato (337,2/km²). C'erano 291 unità abitative a una densità media di 226,5 per miglio quadrato (87,8/km²). La composizione etnica della città era formata dal 96,69% di bianchi, lo 0,09% di afroamericani, il 3,13% di altre razze, e lo 0,09% di due o più etnie. Ispanici o latinos di qualunque razza erano il 99,28% della popolazione.
C'erano 257 nuclei familiari di cui il 60,7% avevano figli di età inferiore ai 18 anni, il 77,0% erano coppie sposate conviventi, il 12,5% aveva un capofamiglia femmina senza marito, e il 5,8% erano non-famiglie. Il 4,7% di tutti i nuclei familiari erano individuali e lo 0,4% aveva componenti con un'età di 65 anni o più che vivevano da soli. Il numero di componenti medio di un nucleo familiare era di 4,35 e quello di una famiglia era di 4,50.
La popolazione era composta dal 38,6% di persone sotto i 18 anni, il 12,3% di persone dai 18 ai 24 anni, il 28,1% di persone dai 25 ai 44 anni, il 16,6% di persone dai 45 ai 64 anni, e il 4,4% di persone di 65 anni o più. L'età media era di 24 anni. Per ogni 100 femmine c'erano 96,5 maschi. Per ogni 100 femmine dai 18 anni in giù, c'erano 93,2 maschi.
Il reddito medio di un nucleo familiare era di 21.688 dollari, e quello di una famiglia era di 22.438 dollari. I maschi avevano un reddito medio pro capite di 20.000 dollari contro i 11.375 dollari delle femmine. Il reddito medio pro capite era di 5.989 dollari. Circa il 35,5% delle famiglie e il 40,2% della popolazione erano sotto la soglia di povertà, incluso il 51,6% di persone sotto i 18 anni e il 35,7% di persone di 65 anni o più.